# American Folk Blues Festival

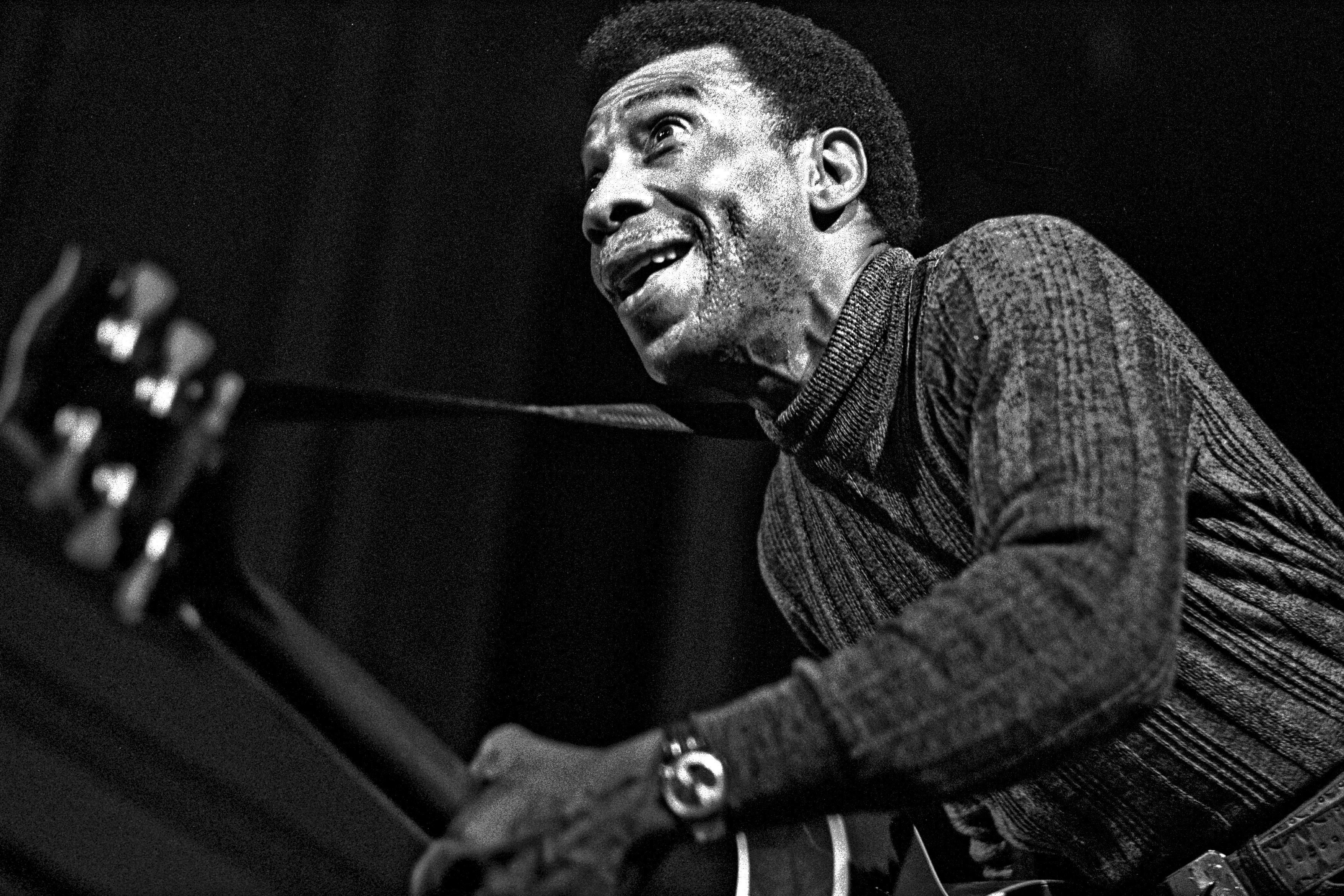
T-Bone Walker vid American Folk Blues Festival i Hamburg 1972.

American Folk Blues Festival var en europaturné med amerikanska bluesmusiker som avhölls åren 1962 till 1970, 1972 (två turnéer), 1980 till 1983 samt 1985 - sammanlagt 16 upplagor. Turnén bestod av ett tiotal (ibland något fler) musiker som under tre veckors, eller en månads, tid (under de senare åren dock kortare än så) reste från ort till ort med spelningar i stort sett dagligen. De flesta spelningarna låg vanligtvis i Tyskland, men flera andra länder besöktes för det mesta. Köpenhamn och Stockholm var under en period närmast årliga spelplatser och i Norden besöktes genom åren även Oslo, Helsingfors, Göteborg, Malmö, Lund och Århus. En spelning i Paris brukade vara med och turnén avslutades ofta med någon spelning i Storbritannien. Avstickare gjordes även till orter i Österrike, Schweiz, Nederländerna och Belgien. Bland mera udda spelplatesr kan nämnas Barcelona (1965 och 1968), Prag (1966) och, möjligen, Dublin (1965). Oftast gavs några skivalbum ut efter respektive turné. Ibland följdes fesivalen av turnéer med några av musikerna (som i vissa fall kunde stanna några månader i Europa). De tidiga upplagorna av American Folk Blues Festival spelade en stor roll för populariseringen av bluesmusik i Europa och för den följande utvecklingen av den europeiska rockmusiken. Exempelvis ledde Sonny Boy Williamsons fortsatta europavistelse efter turnén 1963 (och efterföljande ganska täta återbesök) till inspelningar med The Yardbirds (inspelad 1963, utgiven 1966) och The Animals.
Festivalen startades av de tyska konsertarrangörerna Horst Lippmann och Fritz Rau med hjälp från Willie Dixon.

## Deltagande musiker

### 1962-1972
En tabell över deltagande artister i urval under de elva första åren:
|                           | År   |      |      |      |      |      |      |      |      |           |           |
| Artist                    | 1962 | 1963 | 1964 | 1965 | 1966 | 1967 | 1968 | 1969 | 1970 | 1972 mars | 1972 okt. |
| Memphis Slim              | X    | X    | —    | —    | —    | —    | —    | —    | —    | X         | —         |
| T-Bone Walker             | X    | —    | —    | —    | —    | —    | X    | —    | —    | X         | —         |
| John Lee Hooker           | X    | —    | —    | X    | —    | —    | X    | —    | —    | —         | —         |
| Sonny Terry               | X    | —    | —    | —    | —    | X    | —    | —    | X    | —         | —         |
| Brownie McGhee            | X    | —    | —    | —    | —    | X    | —    | —    | X    | —         | —         |
| Willie Dixon              | X    | X    | X    | —    | —    | —    | —    | —    | X    | —         | —         |
| Victoria Spivey           | —    | X    | —    | —    | —    | —    | —    | —    | —    | —         | —         |
| Otis Spann                | —    | X    | —    | —    | —    | —    | —    | —    | —    | —         | —         |
| Sonny Boy Williamson II   | —    | X    | X    | —    | —    | —    | —    | —    | —    | —         | —         |
| Muddy Waters              | —    | X    | —    | —    | —    | —    | —    | —    | —    | —         | —         |
| Lonnie Johnson            | —    | X    | —    | —    | —    | —    | —    | —    | —    | —         | —         |
| Howlin Wolf               | —    | —    | X    | —    | —    | —    | —    | —    | —    | —         | —         |
| Sunnyland Slim            | —    | —    | X    | —    | —    | —    | —    | —    | —    | —         | —         |
| Lightnin' Hopkins         | —    | —    | X    | —    | —    | —    | —    | —    | —    | —         | —         |
| Hubert Sumlin             | —    | —    | X    | —    | —    | —    | —    | —    | —    | —         | —         |
| Big Mama Thornton         | —    | —    | —    | X    | —    | —    | —    | —    | —    | X         | —         |
| Big Walter Horton         | —    | —    | —    | X    | —    | —    | X    | —    | X    | —         | —         |
| J.B. Lenoir               | —    | —    | —    | X    | —    | —    | —    | —    | —    | —         | —         |
| Roosevelt Sykes           | —    | —    | —    | X    | X    | —    | —    | —    | —    | —         | X         |
| Eddie Boyd                | —    | —    | —    | X    | —    | —    | —    | —    | —    | —         | —         |
| Buddy Guy                 | —    | —    | —    | X    | —    | —    | —    | —    | —    | —         | —         |
| Mississippi Fred McDowell | —    | —    | —    | X    | —    | —    | —    | —    | —    | —         | —         |
| Sleepy John Estes         | —    | —    | —    | X    | —    | —    | —    | —    | —    | —         | —         |
| Fred Below                | —    | —    | —    | X    | X    | —    | —    | —    | —    | —         | —         |
| Otis Rush                 | —    | —    | —    | —    | X    | —    | —    | —    | —    | —         | —         |
| Junior Wells              | —    | —    | —    | —    | X    | —    | —    | —    | —    | —         | —         |
| Jack Myers                | —    | —    | —    | —    | X    | —    | —    | —    | —    | —         | —         |
| Sippie Wallace            | —    | —    | —    | —    | X    | —    | —    | —    | —    | —         | —         |
| Hound Dog Taylor          | —    | —    | —    | —    | —    | X    | —    | —    | —    | —         | —         |
| Bukka White               | —    | —    | —    | —    | —    | X    | —    | —    | X    | —         | X         |
| Little Walter             | —    | —    | —    | —    | —    | X    | —    | —    | —    | —         | —         |
| Skip James                | —    | —    | —    | —    | —    | X    | —    | —    | —    | —         | —         |
| Son House                 | —    | —    | —    | —    | —    | X    | —    | —    | —    | —         | —         |
| Koko Taylor               | —    | —    | —    | —    | —    | X    | —    | —    | —    | —         | —         |
| Eddie Taylor              | —    | —    | —    | —    | —    | —    | X    | —    | —    | —         | —         |
| Jerome Arnold             | —    | —    | —    | —    | —    | —    | X    | —    | —    | —         | —         |
| Clifton Chenier           | —    | —    | —    | —    | —    | —    | —    | X    | —    | —         | —         |
| Earl Hooker               | —    | —    | —    | —    | —    | —    | —    | X    | —    | —         | —         |
| Magic Sam                 | —    | —    | —    | —    | —    | —    | —    | X    | —    | —         | —         |
| Carey Bell                | —    | —    | —    | —    | —    | —    | —    | X    | —    | —         | —         |
| Champion Jack Dupree      | —    | —    | —    | —    | —    | —    | —    | —    | X    | —         | —         |
| Big Joe Williams          | —    | —    | —    | —    | —    | —    | —    | —    | —    | X         | —         |
| Jimmy Rogers              | —    | —    | —    | —    | —    | —    | —    | —    | —    | —         | X         |
| Jimmy Dawkins             | —    | —    | —    | —    | —    | —    | —    | —    | —    | —         | X         |

### 1980-1985
Ett urval av deltagande musiker 1980-1985:
|                | År   |      |      |      |      |
| Artist         | 1980 | 1981 | 1982 | 1983 | 1985 |
| Louisiana Red  | X    | X    | —    | X    | —    |
| Hubert Sumlin  | X    | X    | —    | —    | —    |
| Eddie Taylor   | X    | —    | —    | —    | —    |
| Sunnyland Slim | X    | X    | —    | —    | —    |
| Carey Bell     | X    | X    | X    | X    | —    |
| Lurrie Bell    | —    | X    | X    | —    | —    |
| Jimmy Rogers   | —    | —    | —    | X    | —    |
| J.B. Lenoir    | —    | —    | —    | —    | X    |
| Blind Joe Hill | —    | —    | —    | —    | X    |